# 汉委奴国王印
漢委奴國王印是東漢光武帝頒授給倭奴國的一枚金製王印。該印於日本天明四年（1784年）出土，現藏於福岡市博物館。這一重大歷史發現標誌著古代中日外交關係的正式建立，也为中日关系的历史发展提供了研究，曾被廣泛引為中日交流的重要證據。

## 歷史
漢代时，日本列岛分为诸多小国。據《後漢書·東夷傳》記載，建武中元二年（57年）正月，倭國眾多邦國當中的奴國遣使朝貢，光武帝劉秀賜金印。
日本江戶時代的天明四年二月二十三日（1784年4月12日），一來自叶崎的農夫甚兵衛在整修自家水田時掘獲此印。該印金質蛇紐，重約108克；印面2.34厘米見方，以陰刻篆體刻有「漢委奴國王」。
儒學者龜井南冥是第一個考證金印歷史由來的學者，并將其獻給了當時福岡藩的藩主黑田家。1931年（昭和6年），日本指定該印為國寶；二戰后再於1956年定為一級國寶。1978年，黑田家将金印捐給福岡市。1979年福岡市美術館收藏金印，1990年改由福岡市博物館收藏。
- 金印（側視圖）
- 金印（正視圖）
- 金印（俯視圖）
- 志賀島金印公園
- 金印公園的漢印拓片

## 眞僞
在十八世紀以前，部份日本學者對《後漢書》中所載東漢光武帝賜以金印一事認為並無事實的根據。金印發現後，日本學術界對「漢委奴國王」金印的真偽始終持有爭論，主要分為三種觀點。有人認為此印綬為東漢光武帝所賜主印，即真印說；有人認為是日本人自己所刻，即假印說；還有人認為是日本人仿刻，即偽印說。
經日本史學家、考古家的鑑定，該印尺寸及蛇紐均符合漢制。1956年，一枚形如盤蛇印紐的金印「滇王之印」於中國雲南石寨山西漢古墓群的6號墓滇王墓出土，經考證是漢武帝劉徹于元封二年（前109年）滇王嘗羌臣服漢室后賜予的印綬。1981年2月21日，中國揚州地區邗江縣甘泉二號漢墓出土另一顆漢代金印「廣陵王璽」。這枚印章也是純金鑄成，印體方形，龜紐，陰刻篆體字，規格、形制、篆刻技法與漢委奴國王印如出一轍，據專家考證很可能出自同一匠人之手。考古人員參照附近漢墓中刻於其它銅器上的年號推定，這枚金印就是東漢明帝劉莊于永平元年（58年）封劉荊為廣陵王時賜予他的，與授日本金印的時間（建武中元二年，公元57年）僅隔一年，從而確定了「漢委奴國王」金印確為後漢光武帝所頒賜。
此外，近代以來福岡縣糸島郡前原町平原地方所發掘的青銅器等遺物亦可作為真印說之佐證。經九州大學考古學家鑑定，福岡古墳中發現的青銅鏡三十一面，鐵刀一柄，瑪瑙、玻璃，以及鹿角製的管玉各數個，玻璃裝飾小珠六百餘，大部分是中國东漢時代的產物。
據此，三宅米吉博士著有論文指出，在九州志賀島發現的漢委奴國王金印確是光武帝所賜，絕非後人所偽撰；另有岡部長辛、松村勇造、關野雄、栗原朋信、森貞次郎、直木孝次郎等諸氏，咸認為此印乃光武帝賜給倭奴國王的真印，而為學界大多數人所承認。

## 典故

### 印紐制度
在中國古代，皇帝透過冊封官位或賜予印綬來維持自身的最高統治權威，此印章制度亦體現在漢朝的外交政策中。印紐的形制因民族與地區的不同而有所差異。據專家考證，漢制賜予中原地區太子及諸侯王的金印通常為龜紐，而賜予臣服國國王的印紐則多採用蛇、山羊或駱駝等形狀。其中，北方遊牧民族如匈奴，其侯王受冊封時所獲金印多為羊紐或駝紐。

### 印文解析
印文「漢委奴國王」意指「漢朝的倭人屬國——奴國之王」。  
該印文以「漢」字為首。一般而言，若屬於漢朝皇帝直接統治的領土，印文通常不會冠以王朝名稱；而「漢委奴國王」的印文以「漢」字開頭，表明倭國當時為漢朝的朝貢國，而非直屬領地。此外，印文末尾的「國王」二字為漢朝冊封外臣之王時所使用的等級稱謂。在漢制中，王爵共分為五等，「國王」為最高等級，顯示漢朝皇帝承認倭國擁有其領土管轄權。  
關於「委奴」二字的解釋，學界存在不同見解。天明年間，日本學者認為「委奴」應讀作「怡土」，因福岡縣系郡前原町一帶在古代即為「怡土國」，亦即魏書所載伊都國的所在地，該地至今仍有「怡土村」之名。然而，由於「委奴」二字與《後漢書》的記載相符，通常被視為「倭奴」的簡化寫法。根據漢制，賜予外臣的金印，其印文一般按照王朝、民族、部族的順序排列，因此「漢委奴國王」可解釋為「漢的倭的奴的國王」。

## 註腳
1. ↑  . 福岡市博物館. （原始内容存档于2014-01-11）.
2. 1 2 3  . 福岡市博物館. （原始内容存档于2014-01-11）.
3. 1 2  黃大受. . . 五南圖書出版公司. 1989: 268. ISBN 9571100315.
4. 1 2 3 4 5  陳世昌. . 聯合報. 2007-04-16. （原始内容存档于2014-01-13）.
5. 1 2  袁昌堯; 張國仁. . . 書林出版有限公司. 1996: 10. ISBN 9575865995.
6. ↑  范曄.  （中文）. 二年春正月辛未，初立北郊，祀后土。東夷倭奴國王遣使奉獻。
7. ↑  《後漢書·卷八十五·東夷傳》
8. 1 2 3 4 5 6 7  釋東初. . .   [2014-01-13]. （原始内容存档于2013-10-20）.
9. ↑  叶崎，位於九州北部筑前國那珂郡博多湾志賀島，今日本福岡縣糟屋郡志賀町。[8]
10. ↑  一說实际挖掘的是甚兵卫的两个佣工，秀治和喜平。[2]
11. 1 2  石曉軍. . . 臺灣商務印書館. 1992: 53. ISBN 9570506229.
12. 1 2 3  .   [2014-01-13]. （原始内容存档于2014-01-13）.
13. ↑  岡部長辛. . 日本歷史.；杉村勇造, ；關野雄, ；栗原朋信,
14. 1 2 3  . 福岡市博物館. （原始内容存档于2014-01-11）.